# 第100師団 (日本軍)
第100師団（だいひゃくしだん）は、大日本帝国陸軍の師団の一つ。
1944年（昭和19年）5月に策定された「十一号作戦準備」（「準備」）に基づき、フィリピンにおいて独立混成旅団4個を基幹に各々師団に改編して編成した内の一つ。

## 沿革
1944年6月、フィリピン、ミンダナオ島所在の独立混成第30旅団と、日本本土で編成された部隊により編成され、第35軍に編入された。第100師団は独立混成第30旅団から任務を引き継ぎダバオに駐屯した。
1945年（昭和20年）4月17日、アメリカ軍がミンダナオ島西海岸のコタバトに上陸しダバオへ侵攻した。4月30日から原田次郎師団長が陸海軍を統一指揮し第32特別根拠地隊など海軍もその指揮下で戦ったが、優勢なアメリカ軍に圧迫され、師団はタバオ北西山地に退却し、自活をしながら終戦を迎えた。終戦の報は8月18日に届き、第100師団は9月7日に米軍と降伏調印を行った。

## 師団概要

### 歴代師団長
- 原田次郎 中将：1944年（昭和19年）6月27日 - 終戦[1]

### 参謀長
- 服部宗一 中佐：1944年（昭和19年）6月21日 - 終戦[2]

### 最終司令部構成
- 参謀長：服部宗一大佐
  - 参謀：大野吉弘中佐
  - 参謀：大和田浩少佐
- 高級副官：小川久吉少佐

### 最終所属部隊
- 歩兵第75旅団（津）：河添連少将
  - 独立歩兵第163大隊：志鶴林蔵大佐
  - 独立歩兵第164大隊：田中徳実中佐
  - 独立歩兵第165大隊：多賀寛助中佐
  - 独立歩兵第166大隊：内匠豊中佐
  - 歩兵第75旅団通信隊：池田彰郎中尉
  - 歩兵第75旅団作業隊：高田敬三大尉
- 歩兵第76旅団（静岡）：栃木功少将
  - 独立歩兵第167大隊：吉山徳雄中佐
  - 独立歩兵第168大隊：片桐広一大佐
  - 独立歩兵第352大隊：竹下兼雄少佐
  - 独立歩兵第353大隊：山田藤栄少佐
  - 歩兵第76旅団通信隊：
- 第100師団作業隊：
- 第100師団砲兵隊：中井一雄少佐
- 第100師団工兵隊：白井茂中佐
- 第100師団通信隊：猪瀬徳大尉
- 第100師団輜重隊：中溝利雄少佐
- 第100師団野戦病院：清水清少佐
- 第100師団病馬廠：稲川善夫大尉
- 第100師団防疫給水部：伊藤武男少佐